# Caushun
Pour les articles homonymes, voir Herndon.
Caushun, de son vrai nom Jason Herndon, né en 1977 à Brooklyn, New York, est un rappeur américain. Il est considéré par la presse spécialisée comme le premier chanteur afro-américain de hip-hop ouvertement gay.
Caushun signe et enregistre avec l'un des labels discographiques les plus importants du rap américain malgré la frilosité de ceux-ci à l'idée de signer des artistes rap ouvertement gays. Le rappeur fait parler de lui lors d'une interview avec le journal LGBT Metro Weekly, au The New York Times et dans The Advocate.
Le milieu musical le décrit en 2003 comme l'un des grands espoirs de l'année. Son manager, Ivan Matias, a cependant fini par avouer qu'il s'agissait d'un canular qu'il avait imaginé pour vendre des disques, demandant à un coiffeur de jouer le rôle du rappeur.